# Березовка (Ібресинський район)
Бере́зовка (рос. Берёзовка, чув. Хурăнлăх) — селище у складі Ібресинського району Чувашії, Росія. Адміністративний центр Березовського сільського поселення.
Населення — 201 особа (2010; 252 у 2002).
Національний склад:
- чуваші — 76 %